# Castellanos de Villiquera
Castellanos de Villiquera est une commune de la province de Salamanque dans la communauté autonome de Castille-et-León en Espagne.